# Eiche (Lübbenau/Spreewald)
Eiche (früher auch Eiche im Spreewalde), niedersorbisch Duby, ist ein Gehöft im Spreewald und ein zum Ortsteil Leipe gehörender amtlich ausgewiesener Wohnplatz der Stadt Lübbenau/Spreewald im Landkreis Oberspreewald-Lausitz in Brandenburg. Postalisch ist Eiche der Gemeinde Burg (Spreewald) zugeordnet. Bis zur Eingemeindung am 26. Oktober 2003 gehörte Eiche zur damaligen Gemeinde Leipe.

## Lage
Die Siedlung Eiche liegt mitten im Biosphärenreservat Spreewald an der Malxe und am Großen Fließ (Mutnitza), rund zehn Kilometer Luftlinie ostnordöstlich der Lübbenauer Kernstadt, vier Kilometer nordöstlich von Leipe und sieben Kilometer Luftlinie nordwestlich von Burg-Dorf. Unmittelbar nördlich von Eiche liegt die Grenze zum Landkreis Dahme-Spreewald und unmittelbar östlich die zum Landkreis Spree-Neiße. Umliegende Siedlungen und Gehöfte sind Horst im Nordosten, Burg-Kauper im Osten und Süden, Konzaks Horst im Südwesten, Pohlenzschänke im Westen und Kannomühle im Nordwesten.
Eiche ist vom Rest des Lübbenauer Gemeindegebietes verkehrstechnisch abgeschnitten, die einzige Straße in den Ort ist eine Stichstraße von Burg-Kauper. Allerdings ist die Siedlung an das Wassernetz des Oberspreewaldes angebunden.

## Geschichte

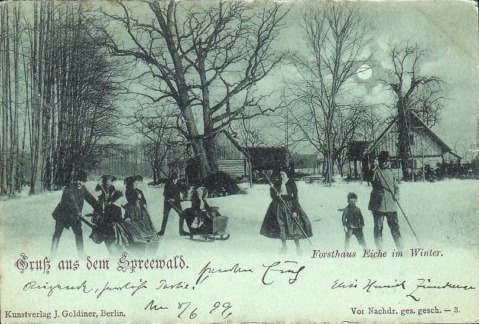
Forsthaus Eiche im Winter (Ansichtskarte, 1899 gelaufen)

1621 kauften die Grafen zu Lynar, die ab dieser Zeit die Grundherrschaft über die Herrschaft Lübbenau besaßen, das strategisch wichtige Grundstück, um dort ein Forsthaus zu errichten. An der Stelle, an der die Siedlung Eiche liegt, trafen zu dieser Zeit die Grenzen der Herrschaften Cottbus, Lübbenau, Straupitz und Zauche aufeinander. Die frühesten Belege für das Gasthaus Eiche gehen auf das Jahr 1756 zurück. Der Hof gehörte zunächst zum Kurfürstentum Sachsen, das 1806 zum Königreich Sachsen erhoben wurde. Der Gasthof kam etwa um ebendiese Zeit in den Besitz der Familie Roschke. Nach dem Beschluss der Teilung des Königreiches Sachsen auf dem Wiener Kongress im Jahr 1815 wurde der Gasthof Eiche Teil des Königreiches Preußen. Bei der folgenden Gebietsreform wurde die Gemeinde Leipe mit Eiche dem Kreis Calau in der Provinz Brandenburg zugeordnet.
Laut der Topografisch-statistischen Übersicht des Regierungsbezirks Frankfurt a.d.O. aus dem Jahr 1844 hatte Eiche im Spreewalde als Schänke und Koloniehaus fünf Einwohner. Für Gottesdienste waren die Einwohner in die Kirchengemeinde St. Nikolai in Lübbenau eingepfarrt. 1867 war das Gebäude gräfliches Forsthaus. Das Gasthaus wurde weiterhin von der Familie Roschke betrieben und bewohnt. Im Jahr 1859 hielt Theodor Fontane sich während seiner Wanderungen durch die Mark Brandenburg im Forsthaus Eiche auf und erwähnt dieses auch in der Niederschrift. 1867 hatte die Siedlung 16 Einwohner. Ab 1904 wurde der Gasthof Eiche von Herbert Roschke übernommen und ausgebaut, nachdem durch den zu dieser Zeit einsetzenden Tourismus im Spreewald mehr Menschen in das Gasthaus einkehrten.
Nach dem Zweiten Weltkrieg blieb die Siedlung noch bis zum 1. Juli 1950 im Landkreis Calau und wurde dann als Teil der Gemeinde Leipe in den Landkreis Lübben umgegliedert. Bei der DDR-Kreisreform am 25. Juli 1952 kam Leipe mit Eiche, der Pohlenzschänke und Konzaks Horst zum Kreis Calau im Bezirk Cottbus. Zu DDR-Zeiten fanden im Gasthof Eiche regelmäßig Paddlertreffen statt. Das Forsthaus diente zeitweise als Herberge und war bis 1981 bewohnt. Nach der Wiedervereinigung gehörte Eiche zunächst zum Landkreis Calau im Land Brandenburg. 1991 wurde das Gasthaus abgerissen und innerhalb von zwei Jahren neu gebaut; 1994 ging der Betrieb in die Insolvenz. Das Gasthaus Eiche wurde dann von der Ringhotelgruppe übernommen. Seit dem 6. Dezember 1993 gehörte Eiche zum Landkreis Oberspreewald-Lausitz, der durch die Fusion der Landkreise Calau und Senftenberg entstanden war.
Am 26. Oktober 2003 wurde die Gemeinde Leipe im Zuge einer Gemeindegebietsreform in die Stadt Lübbenau/Spreewald eingegliedert. Seit 2017 gehört der Gasthof Eiche nicht mehr zur Ringhotelgruppe.